# 哈瑟温克尔
哈瑟温克尔（德語：Harsewinkel，發音：[ˈhaʁzəˌvɪŋkl̩] ⓘ）是德国北莱茵-威斯特法伦州代特莫尔德行政区居特斯洛县的城市，面积100.59平方千米，2023年12月31日人口为26,126人。

## 友好城市
- 法國 莱桑德利